# Ardisia fordii
Ardisia fordii är en viveväxtart som beskrevs av William Botting Hemsley. Ardisia fordii ingår i släktet Ardisia och familjen viveväxter. Inga underarter finns listade i Catalogue of Life.